# Thamnaconus fijiensis
Thamnaconus fijiensis is een  straalvinnige vissensoort uit de familie van vijlvissen (Monacanthidae). De wetenschappelijke naam van de soort is voor het eerst geldig gepubliceerd in 1984 door Hutchins & Matsuura.
De soort staat op de Rode Lijst van de IUCN als Onzeker, beoordelingsjaar 2009.